# Australysmus lacustris
Australysmus lacustris là một loài côn trùng trong họ Osmylidae thuộc bộ Neuroptera. Loài này được Kimmins miêu tả năm 1940.